# El jinete de la divina providencia (película)
El jinete de la divina providencia es un filme mexicano de 1987, dirigido por Óscar Blancarte y escrito por Sergio Molina y Xavier Robles como una adaptación a la obra de teatro homónima escrita por el dramaturgo Óscar Liera.

## Argumento
La película, que es una adaptación de una de las obras maestras de Óscar Liera, se sitúa a finales del siglo XIX en una hacienda de Culiacán, Sinaloa.
La historia se centra en los supuestos milagros de Jesús Malverde, un bandolero y salteador de caminos que nació a finales del siglo XIX, y que los lugareños de Culiacán veneran como a un santo. El obispo y tres sacerdotes tratan de investigar este fenómeno entrevistando a personajes populares y a los descendientes, con lo cual se va reconstruyendo la historia del santo bandido, a quien se le conoce como El jinete de la Divina Providencia.

## Reparto
| Actor           | Personaje               |
| --------------- | ----------------------- |
| Bruno Rey       | Don Francisco Cañedo    |
| Martha Navarro  | Adela Carrillo          |
| Sergio Jiménez  | Obdulio Pacheco         |
| Lina Santos     | La Facunda              |
| Carlos East     | Hilario                 |
| Abril Campillo  | La Cuanina              |
| Rodolfo Arriaga | El Polidor              |
| Héctor Monge    | Juan Martínez de Castro |
| Germán Robles   | Padre Javier            |

## Premios y reconocimientos

### Premio Ariel(1989)
| Categoría    | Persona        | Resultado |
| ------------ | -------------- | --------- |
| Mejor Actriz | Martha Navarro | Nominada  |
| Mejor Actor  | Bruno Rey      | Nominado  |

## Estreno y exhibiciones
Aunque la película se produjo en 1987, fue exhibida el 13 de mayo de 1989 en la Sala Jorge Stahl de la Cineteca Nacional durante el IX Foro Internacional. Más tarde fue exhibida el 17 de septiembre de 1989 en la Sala Arcady Boytler de la Cineteca; y también por dos semanas en los cines Insurgentes 1 plus, Galerías 2 plus y Tlatelolco plus en septiembre de 1991.